# Apple Tape Backup 40SC
El Apple Tape Backup 40SC es una unidad de cinta externa de interfaz SCSI para mini-cartuchos QIC de 6,35 mm. Fue introducido por primera vez por Apple, Inc. en 1987 y descontinuado en 1994. La unidad venía incluida con software de copia de seguridad Retrospect. La unidad también es compatible con el software de cinta incluido con el A/UX.

## Especificaciones técnicas
- Soporte de grabación: mini-cartucho QIC estándar de la industria, DC 2000 de 6,35 mm.[2]
- Capacidad formateada: 38,5 megabytes.[3]
- Tamaño del bloque: 8.192 bytes.[3]
- Tasa de transferencia: 1,25 megabytes por segundo.[3]
- Interfaz: SCSI. Conectado directamente a Macintosh Plus, Macintosh SE o Macintosh II a través de un puerto SCSI de 50 contactos o a un disco duro compatible.[2][3]
- Tiempo de respaldo del volumen: aproximadamente 17-18 minutos cada 20 megabytes.[3]